# Nevrite
La nevrite è una infiammazione dei nervi  caratterizzata da disturbi sensoriali o motori accompagnata da manifestazioni dolorose, formicolio o ipersensibilità.

## Eziologia
Può  dipendere da una compressione lombare come la 
sciatica, o da cause metaboliche come nel diabete o ancora da fattori tossici come nell'alcolismo o, infine, presentarsi nell'intossicazione da farmaci.
Serie di cause:
- Trauma fisico neurale o traumi della colonna vertebrale
- Radicolite
- Sindrome da compressione nervosa
- Infezione:
  - Difterite
  - Herpes zoster
  - Lebbra
  - Malattia di Lyme
- Danno chimico (es. chemioterapia dei tumori)
- Radioterapia
- Alcolismo
- Malattia autoimmune specialmente malattie demielinizzanti come sclerosi multipla (neurite ottica) e sindrome di Guillain-Barré
- Beriberi (carenza di vitamina B1)
- Neoplasia
- Celiachia[1]
- Diabete (Neuropatia diabetica)
- Ipotiroidismo
- Tiroidite di Hashimoto
- Porfiria
- Neuropatia delle piccole fibre e canalopatia del sodio (disturbo della giunzione neuromuscolare)
- Carenza di vitamina B12 (neuropatia carenziale)
- Eccesso di vitamina B6[2]
- Malattia di Charcot-Marie-Tooth
- Neuropatia idiopatica

## Trattamento
Rimozione della causa, trattamento sintomatico, integratori.